# Wesley Moodie
Wesley Moodie (14 februari 1979) is een tennisspeler uit Zuid-Afrika.
Hij begon reeds op jonge leeftijd met tennis, en dankzij zijn lengte en sterke service is hij een verdienstelijk dubbelspeler. In 2005 won hij, samen met Stephen Huss, het dubbeltoernooi van Wimbledon. In 2009 speelde hij ook nog samen met Dick Norman de finale van het heren dubbel van Roland Garros, maar die verloor hij.

## Palmares
| Legenda                       | Legenda               |
| ----------------------------- | --------------------- |
| Grand Slam                    |                       |
| Olympische Spelen             |                       |
| tot 2009                      | vanaf 2009            |
| Tennis Masters Cup            | ATP Finals            |
| ATP Masters Series            | ATP Tour Masters 1000 |
| ATP International Series Gold | ATP Tour 500          |
| ATP International Series      | ATP Tour 250          |

### Enkelspel
| Nr.              | Datum          | Toernooi  | Ondergrond | Tegenstander in finale | Score            | Details |
| ---------------- | -------------- | --------- | ---------- | ---------------------- | ---------------- | ------- |
| Gewonnen finales |                |           |            |                        |                  |         |
| 1.               | 9 oktober 2005 | ATP Tokio | Hardcourt  | Mario Ančić            | 1-6, 7-6(7), 6-4 | Details |

### Dubbelspel
| Nr.                           | Datum           | Toernooi         | Ondergrond | Partner         | Tegenstanders in finale           | Score                  | Details |
| ----------------------------- | --------------- | ---------------- | ---------- | --------------- | --------------------------------- | ---------------------- | ------- |
| Gewonnen finales heren dubbel |                 |                  |            |                 |                                   |                        |         |
| 1.                            | 20 juni 2005    | Wimbledon        | Gras       | Stephen Huss    | Bob Bryan Mike Bryan              | 7-6, 6-3, 6-7, 6-3     | Details |
| 2.                            | 1 januari 2007  | ATP Adelaide     | Hardcourt  | Todd Perry      | Novak Đoković Radek Štěpánek      | 6-4, 3-6, [15-13]      | Details |
| 3.                            | 9 april 2007    | ATP Valencia     | Gravel     | Todd Perry      | Yves Allegro Sebastián Prieto     | 7-5, 7-5               | Details |
| 4.                            | 20 april 2008   | ATP Estoril      | Gravel     | Jeff Coetzee    | Jamie Muray Kevin Ullyett         | 6-2, 4-6, [10-8]       | Details |
| 5.                            | 14 juni 2009    | ATP Londen       | Gras       | Michail Joezjny | Marcelo Melo André Sá             | 6-4, 4-6, [10-6]       | Details |
| 6.                            | 20 juni 2009    | ATP Rosmalen     | Gras       | Dick Norman     | Johan Brunstrom Jean-Julien Rojer | 7-6(3), 6-7(8), [10-5] | Details |
| Verloren finales heren dubbel |                 |                  |            |                 |                                   |                        |         |
| 1.                            | 31 oktober 2005 | ATP Basel        | Hardcourt  | Stephen Huss    | Agustín Calleri Fernando González | 7-5, 7-5               | Details |
| 2.                            | 6 februari 2006 | ATP Delray Beach | Hardcourt  | Chris Haggard   | Mark Knowles Daniel Nestor        | 6-2, 6-3               | Details |
| 3.                            | 5 januari 2008  | ATP Doha         | Hardcourt  | Jeff Coetzee    | Philipp Kohlschreiber David Škoch | 6-4, 4-6, [11-9]       | Details |
| 4.                            | 3 november 2008 | ATP Parijs       | Hardcourt  | Jeff Coetzee    | Jonas Björkman Kevin Ullyett      | 6-2, 6-2               | Details |
| 5.                            | 17 mei 2008     | ATP Madrid       | Gravel     | Simon Aspelin   | Daniel Nestor Nenad Zimonjić      | 6-4, 6-4               | Details |
| 6.                            | 6 juni 2009     | Roland Garros    | Gravel     | Dick Norman     | Lukáš Dlouhý Leander Paes         | 3-6, 6-3, 6-2          | Details |
| 7.                            | 10 april 2010   | ATP Houston      | Gravel     | Stephen Huss    | Bob Bryan Mike Bryan              | 6-3, 7-5               | Details |

## Prestatietabel
| Legenda | Legenda                          |
| ------- | -------------------------------- |
| g.t.    | geen toernooi gehouden           |
| l.c.    | lagere categorie                 |
| –       | niet deelgenomen                 |
| G       | uitgeschakeld in de groepsfase   |
| 1R      | uitgeschakeld in de eerste ronde |
| 2R      | uitgeschakeld in de tweede ronde |
| 3R      | uitgeschakeld in de derde ronde  |
| 4R      | uitgeschakeld in de vierde ronde |
| KF      | uitgeschakeld in de kwartfinale  |
| HF      | uitgeschakeld in de halve finale |
| F       | de finale verloren               |
| W       | het toernooi gewonnen            |
| w-v     | winst/verlies-balans             |

### Prestatietabel grand slam, dubbelspel
| Toernooi        | 2005 | 2006 | 2007 | 2008 | 2009 | 2010 |
| --------------- | ---- | ---- | ---- | ---- | ---- | ---- |
| Australian Open | 3R   | 3R   | 3R   | HF   | 2R   | 1R   |
| Roland Garros   | –    | 2R   | 1R   | 2R   | F    | HF   |
| Wimbledon       | W    | 3R   | 3R   | 2R   | HF   | HF   |
| US Open         | 1R   | 1R   | 1R   | –    | KF   | –    |